# Bildstock (Wermerichshausen; Weichtunger Tannig)

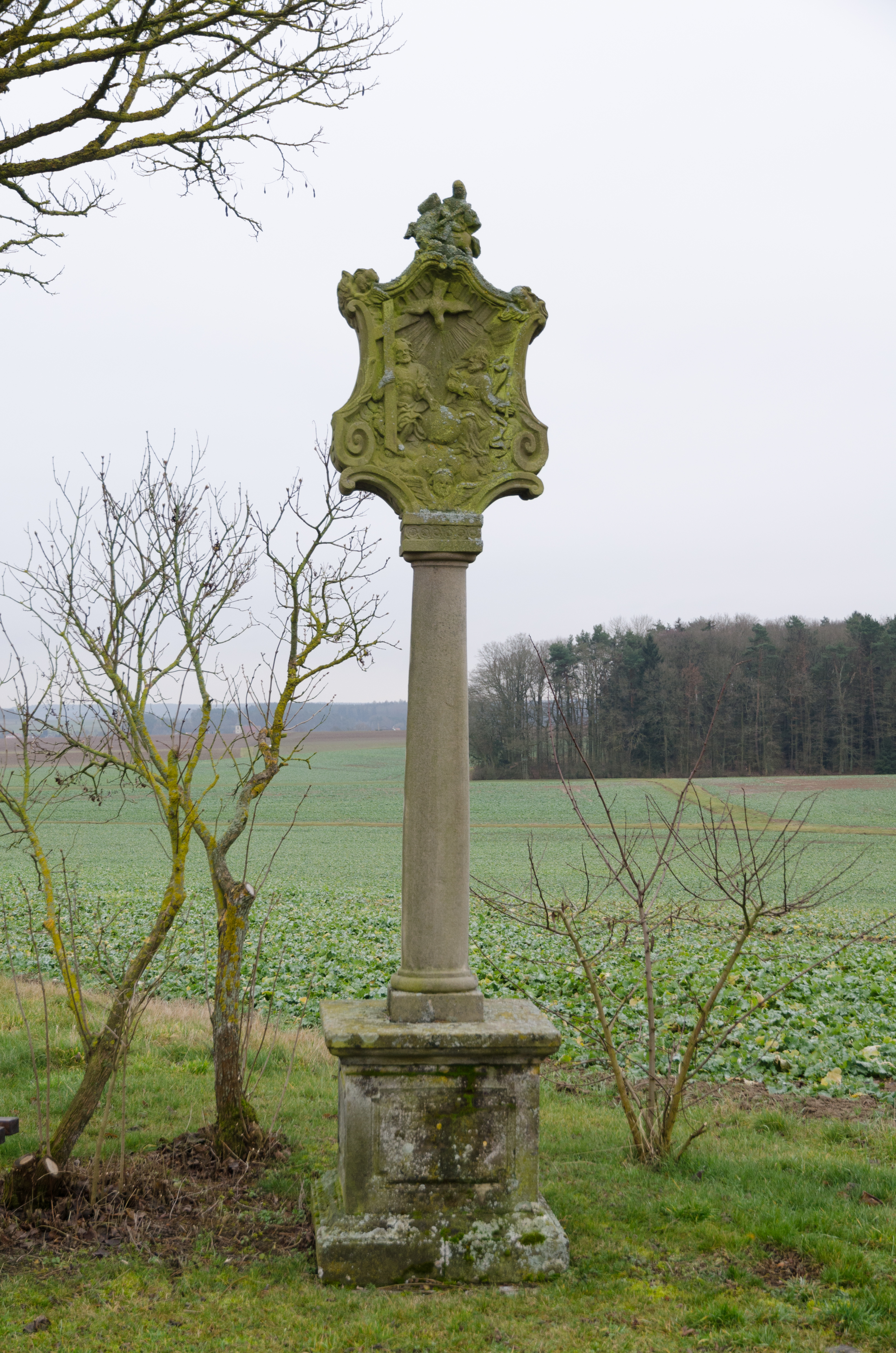
Bildstock in Wermerichshausen in der Flur Weichtunger Tannig.

Der Bildstock Weichtunger Tannig befindet sich in Wermerichshausen, einem Gemeindeteil der Stadt Münnerstadt im unterfränkischen Landkreis Bad Kissingen in der Flur Weichtunger Tannig. Er gehört zu den Baudenkmälern von Münnerstadt und ist unter der Nummer D-6-72-135-237 in der Bayerischen Denkmalliste registriert.

## Beschreibung
Der Bildstock besteht aus Sandstein und entstand im Jahr 1830. Ein Vergleich mit einem Bildstock in Sulzdorf (Landkreis Hofheim), der auf 1831 datiert ist und ein gleichartiges Thema darstellt, lässt auch für diesen Bildstock eine Datierung auf das Jahr 1830 vermuten.
Ein 73 cm hoher quadratischer Sockel trägt eine 72 cm hohe Säule, auf der sich der 85 cm hohe, flache Aufsatzblock befindet.
Die ursprüngliche Inschrift auf dem Unterbau ist nicht mehr erfassbar, da auf den ursprünglichen Schriftfelder zwei Marmortafeln mit Text aufgeschraubt sind. Der Text lautet vorne:

„O heiligste

Dreifaltigkeit

Erbarme dich unser!“

Hinten lautet der Text:

„Ihr hl. Nothelfer

bittet für uns“

Das Kopfstück zeigt vorne die Heilige Dreifaltigkeit, bekrönt von einem den Drachen bekämpfenden hl. Georg zu Pferde.
Die Rückseite zeigt das Gnadenbild der Wallfahrtskirche Vierzehnheiligen: Das Christkind, umrahmt von einem Kranz von 14, jeweils mit einem Hemdchen bekleideten Kindern. Von Wermerichshausen aus findet jedes Jahr in der Woche vor Christi Himmelfahrt eine Wallfahrt nach Vierzehnheiligen statt, der sich Nachbargemeinden anschließen.